# Шумадија
Шумадија је географска регија у Србији. Име је добила по шумама које су некада прекривале највећи део њене територије. Административно средиште је Крагујевац, који је уједно и центар Шумадијског округа. Стари назив за Шумадију је Тривалија (грб Тривалије се много касније, у време устаничке Србије налази и на барјаку војводе Лазара Мутапа.

## Границе
Шумадија је највећа субрегија средње Србије. Њена територија у ширем смислу обухвата просторе између токова Саве и Дунава на северу, Велике Мораве на истоку, Западне Мораве на југу и Дичине, Љига и Колубаре на западу. У ужем смислу она обухвата просторе до долинских развођа Саве, Дунава и двеју Морава. Према неким интерпретацијама (савремене друштвене прилике, традиционална геологија (Цвијић) и етнологија (Ердељановић), као северна граница Шумадије означен је појас између Космаја и Авале а као јужна граница планина Јастребац.

## Рељеф
У рељефу Шумадије истиче се серија површи, изнад којих се дижу ниске острвске планине и широке долине усечене у површи. Шумадијске планине су раније издвајане као прелазна зона Родопских планина на северу а у новије време се прикључују Динаридима. Шумадијске планине се разликују и од Динарских и родопских планина. Њихова језгра састоје се од гранита и шкриљаца, по чему би припадале родопској маси. Међутим, оне се састоје и од кречњака, лапорца, пешчара, конгломерата и других млађих стена. На више места серпентинских маса и еруптивних стена. Шумадијске планине нису динарске ни по саставу, ни по правцу бора, као ни по времену главног убирања, истиче Јован Цвијић. Али оне не припадају ни правој родопској маси, иако са њом имају извесне сродности. Острвске планине јужног обода Панонског басена у Шумадији су Гледићке планине, Котленик, Јухор, Рудник, Црни врх, Венчац, Букуља, Космај и Авала.
На Шумадијским планинама и испод њих развијена је серија површи, које су раније означаване као абразиони облици Паратетиса.
Површи су вероватно то и представљале у иницијалном облику, који је толико измењен млађим флувио-дендационим процесом, да савремене заравни у рељефу несумњиво представљају речне облике.
у млађим кречњацима у околини Београда развијен је мерокрас.
Од крашких облика јављају се вртаче, увале и мање пећине.

## Клима
У Шумадији влада изразита умереноконтинентална клима (клима је обележена променљивим временским обрасцима и великом сезонском температурним варијансама. Места са више од три месеца са просечним дневним температурама изнад 10 °C и најхладнијим месечним температурама испод −3 °C). обзиром на пространство овог краја и висинске разлике у њему (100 до 1130 m), у Шумадији постоје знатне микроклиматске разлике. Колебање температуре у Шумадији, као и у целом јужном ободу панонског басена може бити знатно. догађа се чак да неки зимски дан има већу средњу температуру од неког летњег дана.

## Воде
Шумадија је богата изворима и водотоцима. Поред бројних потока има и неколико већих река. Оне протичу и разилазе се од хидрографског чвора Рудника према Великој Морави, Западној Морави и Сави.

## Историја
Пре римског освајања ових простора, на подручју данашње Шумадије становала су илирска и келтска племена. Током римске управе, ово подручје је припадало провинцији Мезији, а после поделе ове провинције, нашло се у саставу Мезије Супериор. После пропасти Римског царства, овим просторима владају Хуни, Византинци и Гепиди.
Словени насељавају ове просторе у 6. и 7. веку. На подручју Шумадије становало је словенско племе под називом Морављани. У 9. веку, простор улази у састав Бугарског царства, потом у 10. веку у састав Самуиловог Македонског царства, а у 11. веку поново у састав Византије.
Српска држава почиње ширење на јужне делове овог подручја крајем 12. века, док се на северне делове шири Краљевина Угарска. Крајем 13. века, целокупно подручје Шумадије је у саставу српских држава - Милутинове Краљевине Рашке (Србије) на југу и Драгутинове Сремске краљевине на северу. Краљ Драгутин за једну од својих престоница узима Београд. После пропасти Драгутинове државе, северни део Шумадије постаје предмет територијалних спорова између Србије и Угарске.
У 14. веку, већи део Шумадије (изузев Београда са околином, којим управља Угарска) улази у састав Душановог Српског царства, а потом и у састав државе кнеза Лазара, да би у 15. веку за време владавине деспота Стефана Лазаревића цела Шумадија (укључујући и Београд) ушла у састав Српске деспотовине. 1456. смрћу последњег деспота Ђурађ Бранковића, који је изградио највећу и најмоћнију равничарску тврђаву у Смедереву и имао резиденцију на Руднику, почиње пад деспотовине и 1459. године највећи део Шумадије улази у састав Османског царства, са изузетком Београда који се налази под управом Угарске све до 1521. године, када и њега освајају Османлије.
У време османске управе, подручје Шумадије је било у саставу Смедеревског санџака односно Београдског пашалука. Између 1718. и 1739. године, подручјем Шумадије управља Аустрија и оно је у саставу аустријске провинције под називом Краљевина Србија. После 1739. године, Шумадија је поново у саставу османског Смедеревског санџака. 1788. године, већи део Шумадије улази у састав Кочине крајине, а потом целу Шумадију привремено контролишу Аустријанци (1789—1790. године). Подручје је затим поново под османском управом све до подизања Првог српског устанка 1804. године.
Први српски устанак је подигнут у шумадијском селу Орашац, а за време устанка, Топола је била Карађорђево седиште. Сломом Првог српског устанка 1813. године, Шумадија долази под непосредну османску власт последњи пут.
Већ 1815. године подигнут је Други српски устанак под вођством Милоша Обреновића, чији је резултат било стварање аутономне Кнежевине Србије (централни део ове кнежевине чинила је Шумадија), која постаје независна држава 1878. године за време владавине кнеза Милана Обреновића , да би 1882. године била трансформисана у Краљевину Србију.
Током Првог светског рата (1914—1918. године), Шумадија је под окупацијом Аустроугарске, да би 1918. године ушла у састав обновљене Краљевине Србије, а потом и у састав новоформираног Краљевства Срба, Хрвата и Словенаца, касније названог Краљевина Југославија.
Између 1922. и 1929, једна од административних области Краљевине Срба, Хрвата и Словенаца је била названа Шумадијска област. Она је приближно обухватала територију данашњег Шумадијског округа, а њено седиште је био Крагујевац, који је седиште и данашњег округа. Укидањем ове области 1929. године, територија Шумадије је подељена између Дунавске бановине, Моравске бановине, Дринске бановине и Управе града Београда.
Од 1941. до 1944. године, након фактичког уништења и поделе Југославије од стране Сила Осовине, Шумадија је у саставу Србије под немачком окупационом управом, да би после ослобођења земље ушла у састав Народне Републике Србије (која је чинила једну од 6 република нове, социјалистичке, Југославије). Распадом друге Југославије, 1991—1992. године, Шумадија постаје део нове (треће) Југославије састављене од република Србије и Црне Горе, која се 2003. године трансформише у државну заједницу под називом Србија и Црна Гора. Распадом ове државне заједнице, 2006. године, Шумадија остаје део сада независне Републике Србије.

## Градови
Већи градови у Шумадији су:
- Београд (већи део града)
- Крагујевац
- Чачак
- Смедерево

а мањи:
- Лазаревац
- Смедеревска Паланка
- Младеновац
- Аранђеловац
- Горњи Милановац
- Топола
- Рековац

На ободима Шумадије су
- Краљево (шумадијски, односно шумадијско-западно-поморавски)
- Јагодина
- Велика Плана
- Варварин